# النوبة (حالمين)

تعديل مصدري - تعديل

النوبة هي إحدى قرى عزلة حبيل الريدة بمديرية حالمين التابعة لمحافظة لحج، بلغ تعداد سكانها 369 نسمة حسب تعداد اليمن لعام 2004.